# Lectio divina

Lectio divina és una metodologia de reflexió i de pregària d'un text bíblic que han desenvolupat els catòlics des dels primers anys del cristianisme. El primer a fer servir l'expressió fou Orígenes (c. 185-254), teòleg, qui afirmava que per llegir la Bíblia amb profit calia fer-ho amb cura, constància i pregària. Al centre de la pràctica de la lectio divina es troba una actitud receptiva i reflexiva del que Déu diu mitjançant la Paraula.
Té quatre parts, que no s'han d'entendre com quatre passos, sinó com quatre parts d'una única lectura: lectura, meditació, pregària i contemplació. S'han de realitzar en silenci i contemplativament. Durant l'edat mitjana, aquesta metodologia era emprada sobretot entre els monjos, amb el temps, emperò, s'ha estès a la resta de fidels, religiosos o laics, i actualment i d'ençà el Concili Vaticà Segon és una pràctica comuna entre els catòlics.

## Parts de la lectio divina
A l'hora de fer la lectura és important no dividir-la en quatre parts separades entre elles, sinó unir aquestes diferents fases en una única lectura, lectura que ha de ser meditada i pregada en contemplació:
1. Lectio: lectura, què diu el text
2. Meditatio: meditació, què ens diu Déu al text
3. Oratio: pregària, què volem dir a Déu sobre aquest text
4. Contemplatio: contemplació, què fer com a resultat de la pregària

## Història

### Orígens
Els principis de la lectio divina els sistematitza d'alguna manera per primera vegada Orígenes el 220 dC. Fins aleshores, el judaisme practicava ja la relació de l'home amb la Paraula de Déu mitjançant la lectura, la meditació, la pregària i la contemplació.
Orígenes afirmà que, per llegir fecundament la Bíblia, calia fer-ho amb cura, constància i pregària, i insisteix també en la importància de llegir les Sagrades Escriptures parant atenció a diversos nivells possibles de significacions.